# 弘西寺
弘西寺（こうさいじ）は、神奈川県南足柄市にある地名である。

## 概要
地区内に仏教寺院「弘済寺」があることに由来する。
『新編相模国風土記稿』には、一文字を変えたとする記述がある。

## 世帯数と人口
2020年（令和2年）10月1日現在（国勢調査）の世帯数と人口（総務省調べ）は以下の通りである。
| 大字   | 世帯数  | 人口  |
| ------ | ------- | ----- |
| 弘西寺 | 121世帯 | 359人 |

### 人口の変遷
国勢調査による人口の推移。
| 年                 | 人口 |
| ------------------ | ---- |
| 1995年（平成7年）  | 300  |
| 2000年（平成12年） | 334  |
| 2005年（平成17年） | 384  |
| 2010年（平成22年） | 391  |
| 2015年（平成27年） | 374  |
| 2020年（令和2年）  | 359  |

### 世帯数の変遷
国勢調査による世帯数の推移。
| 年                 | 世帯数 |
| ------------------ | ------ |
| 1995年（平成7年）  | 82     |
| 2000年（平成12年） | 94     |
| 2005年（平成17年） | 109    |
| 2010年（平成22年） | 117    |
| 2015年（平成27年） | 112    |
| 2020年（令和2年）  | 121    |

## 学区
市立小・中学校に通う場合、学区は以下の通りとなる（2022年1月時点）。
- 番・番地等 : 全域
  - 小学校 : 南足柄市立南足柄小学校
  - 中学校 : 南足柄市立南足柄中学校

## 事業所
2021年（令和3年）現在の経済センサス調査による事業所数と従業員数は以下の通りである。
| 大字   | 事業所数 | 従業員数 |
| ------ | -------- | -------- |
| 弘西寺 | 6事業所  | 29人     |

### 事業者数の変遷
経済センサスによる事業所数の推移。
| 年                 | 事業者数 |
| ------------------ | -------- |
| 2016年（平成28年） | 7        |
| 2021年（令和3年）  | 6        |

### 従業員数の変遷
経済センサスによる従業員数の推移。
| 年                 | 従業員数 |
| ------------------ | -------- |
| 2016年（平成28年） | 31       |
| 2021年（令和3年）  | 29       |

## 交通
- 神奈川県道78号御殿場大井線

## 施設
- 弘済寺

## その他

### 日本郵便
- 郵便番号 : 250-0132[3]（集配局 : 南足柄郵便局[14]）。